# Valdemaras Chomičius
Valdemaras Chomičius, né le 4 mai 1959 à Kaunas, est un joueur et entraîneur lituanien de basket-ball. Avec Arvydas Sabonis, Šarūnas Marčiulionis et Rimas Kurtinaitis, il fait partie de la génération lituanienne qui remporte le titre olympique aux Jeux olympiques de 1988, le titre de champion du monde 1982 et le Championnat d'Europe 1985, titre qu'il a déjà remporté en 1979 sous le maillot de l'URSS. Après l'indépendance de la Lituanie, il remporte toujours avec ces mêmes joueurs une médaille de bronze aux Jeux olympiques de 1992 et une médaille d'argent lors du Championnat d'Europe 1995.

## Palmarès

### Club
- Champion d'URSS 1985, 1986, 1987

### Équipe nationale
Son palmarès avec l'URSS :
- Médaille d'or aux Jeux olympiques de 1988 de Séoul
- Médaille d'or au Championnat du monde 1982
- Médaille d'or au Championnat d'Europe 1979
- Médaille d'or au Championnat d'Europe 1985
- Médaille d'argent au Championnat d'Europe 1987
- Médaille de bronze au Championnat d'Europe 1983
- Médaille de bronze au Championnat d'Europe 1989

Son palmarès avec la Lituanie :
- Médaille de bronze aux Jeux olympiques de 1992 de Barcelone
- Médaille d'argent au Championnat d'Europe 1995